# Michel van Guldener
Michel van Guldener (Rotterdam, 3 december 1985) is een Nederlandse voetballer.
De aanvaller debuteerde in het profvoetbal op 28 januari 2005, net als Luigi Bruins, voor Excelsior (Rotterdam) in de uitwedstrijd tegen FC Eindhoven. Hij viel in dat duel na 45 minuten in voor Dustley Mulder. Daarna speelde hij twee jaar geen competitieduels. 
In het seizoen 2007/08 was Van Guldener echter een veel gebruikte speler voor Excelsior. Hij maakte op 10 november 2007 uit bij De Graafschap zijn eerste doelpunt in het profvoetbal. Met een treffer en een assist in de stadsderby tegen Feyenoord maakte hij op 18 januari 2008 definitief naam.
In juni 2008 verlengde Van Guldener zijn contract bij Excelsior tot 2010. Op vrijdag 13 februari 2009 sloeg het noodlot toe voor de aanvaller. In de wedstrijd tegen MVV maakte Robert van Boxel een harde overtreding op Van Guldener. Daarbij brak hij een kuitbeen en scheurde hij zijn kruisband af. Zijn rentree werd pas in 2010 verwacht.
Van Guldener keerde in 2010 inderdaad terug, maar Excelsior wilde zijn aflopende contract niet verlengen. In juni 2010 werd bekend dat Van Guldener in de Topklasse ging spelen voor Capelle.